# Fatshe leno la rona

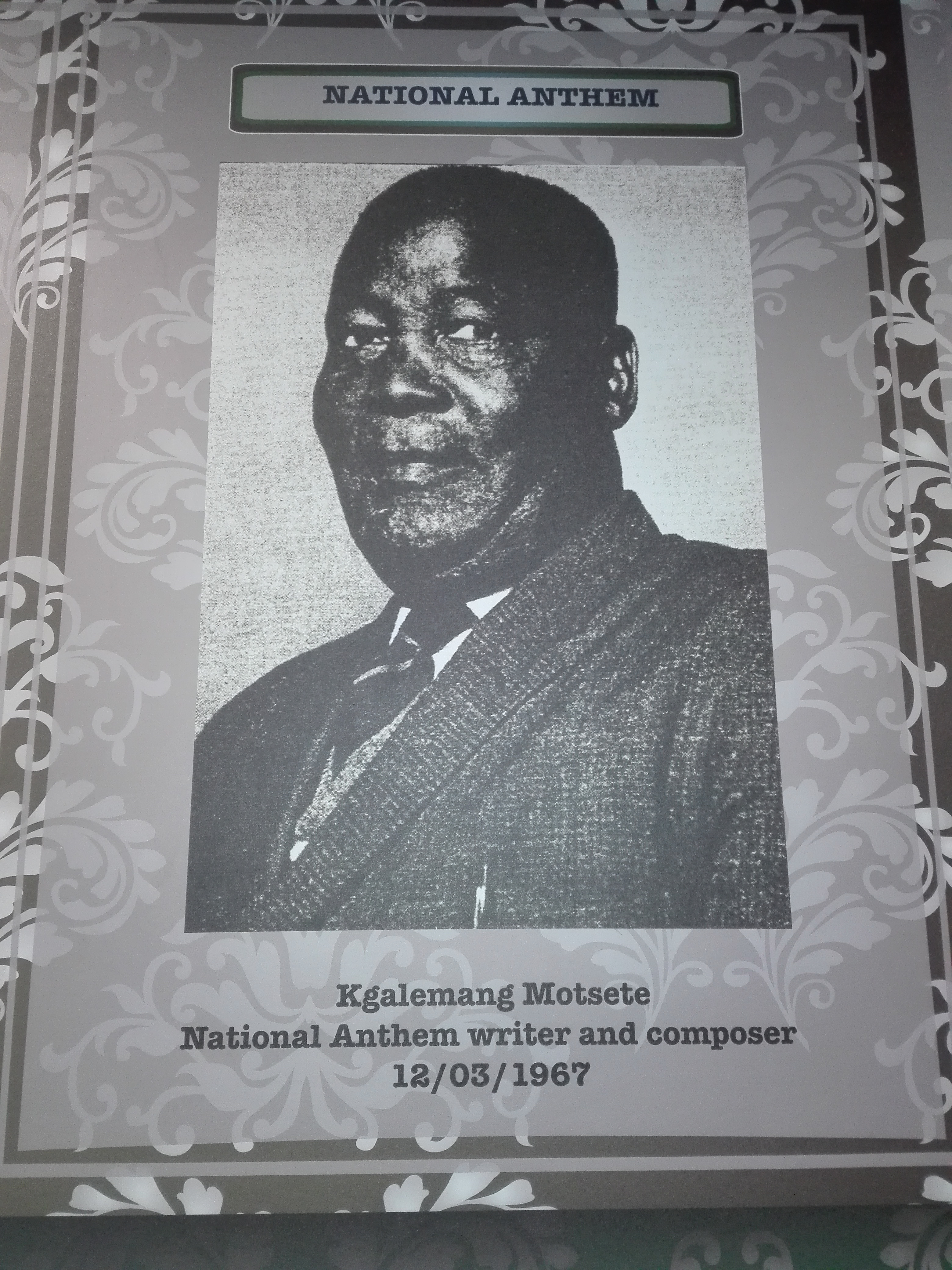
L'autore Kgalemang Tumediso Motsete

Fatshe leno la rona (di solito reso con Sia benedetta questa nobile terra, più correttamente Questa nostra terra) è l'inno nazionale del Botswana. Il testo è in lingua setswana. Scritto e composto da Kgalemang Tumedisco Motsete nel 1962, fu adottato come inno quando il paese divenne indipendente dal Regno Unito nel 1966.

## Testo
| Tswana | AFI | Traduzione |
| Fatshe leno la rona Ke mpho ya Modimo, Ke boswa jwa borraetsho; A le nne ka kagiso. Khorase: Tsogang, tsogang! Banna, tsogang! Emang, basadi, emang, tlhagafalang! Re kopane le go direla Lefatshe la rona. 'Ina lentle la tumo La tšhaba ya Botswana, Ka kutlwano le kagisano, E bopagantswe mmogo. Khorase | /fatsʰɪ lɪnʊ la rʊna/ /kɪ mpʰʊ ja mʊdimʊ ǀ/ /kɪ bʊswa jwa bʊrraɪtsʰʊ ǀ/ /a lɪ nnɪ kɪ kaχisʊ ‖/ /kʰʊrasɪ/ /tsʊχaŋ ǀ tsʊχaŋ ‖ banna ǀ tsʊχaŋ ‖/ /ɪmaŋ ǀ basadi ǀ ɪmaŋ ǀ tɬʰaχafalaŋ ‖/ /rɪ kʊpanɪ lɪ χʊ dirɪla/ /lɪfatsʰɪ la rʊna ‖/ /ina lɪntɬɪ la tumʊ/ /la tʃʰaba ja bʊtswana ǀ/ /ka kutɬwanʊ lɪ kaχisanʊ ǀ/ /ɪ bʊpaχantswɪ mmʊχʊ ‖/ /kʰʊrasɪ/ | Questa nostra terra è un dono di Dio l'eredità dei nostri antenati; possa essere sempre in pace. Svegliatevi, svegliatevi! Uomini, svegliatevi! Sorgete, donne, piene di energia! Lavoriamo insieme per servire la nostra terra Bel nome glorioso della nazione del Botswana attraverso armoniose relazioni e riconciliazione legati insieme. |

La traduzione inglese più diffusa, su cui si basano molte ritraduzioni in altre lingue, è meno letterale:
| Blessed be this noble land, Gift to us from God's strong hand, Heritage our fathers left to us. May it always be at peace. | Sia benedetta questa nobile terra donataci dalla forte mano di Dio l'eredità che i nostri antenati ci hanno lasciato; possa essere sempre in pace. |  |  |
| | |  |  |
| Awake, awake, O men, awake! And women close beside them stand, Together we'll work and serve This land, this happy land!   | Svegliatevi, svegliatevi! Uomini, svegliatevi! E donne ergetevi al loro fianco! Insieme lavoreremo e serviremo questa terra, questa felice terra!  |  |  |
| Word of beauty and of fame, The name Botswana to us came. Through our unity and harmony, We'll remain at peace as one.     | Parola di grande bellezza e gloria il nome Botswana venne a noi. Attraverso la nostra unità e armonia Saremo in pace come una sola persona.        |  |  |
| | |  |  |